# كيوشي ناكانو
كيوشي ناكانو هو سياسي ياباني، ولد في 1936 بسايتاما في اليابان. حزبياً، نشط في الحزب الليبرالي الديمقراطي الياباني وحزب الآفاق الجديدة. وقد انتخب عضو مجلس النواب من اليابان.

## وصلات خارجية
- الموقع الرسمي